# Saint-Aoustrille
Saint-Aoustrille [sɛ̃.t‿austʁij] est une commune française située dans le département de l'Indre, en région Centre-Val de Loire.

## Géographie

### Localisation
La commune est située dans le nord-est du département, dans la région naturelle de la Champagne berrichonne.
Les communes limitrophes sont : Saint-Valentin (5 km), Lizeray (5 km), Issoudun (5 km), Thizay (5 km) et Neuvy-Pailloux (7 km).
Les communes chefs-lieux et préfectorales sont : Issoudun (5 km), Châteauroux (22 km), Levroux (24 km), La Châtre (40 km) et Le Blanc (74 km).

### Hameaux et lieux-dits
Les hameaux et lieux-dits de la commune sont : Clois, Boissereau et le Chaumet.

### Géologie et hydrographie
La commune est classée en zone de sismicité 2, correspondant à une sismicité faible. Elle est arrosée par la Tournemine et la Vignole, deux affluents de la Théols.

### Climat
Pour des articles plus généraux, voir Climat du Centre-Val de Loire et Climat de l'Indre.
En 2010, le climat de la commune est de type climat océanique dégradé des plaines du Centre et du Nord, selon une étude du CNRS s'appuyant sur une série de données couvrant la période 1971-2000. En 2020, Météo-France publie une typologie des climats de la France métropolitaine dans laquelle la commune est exposée à un climat océanique altéré et est dans la région climatique Centre et contreforts nord du Massif Central, caractérisée par un air sec en été et un bon ensoleillement.
Pour la période 1971-2000, la température annuelle moyenne est de 11,4 °C, avec une amplitude thermique annuelle de 15,5 °C. Le cumul annuel moyen de précipitations est de 767 mm, avec 11,7 jours de précipitations en janvier et 7,3 jours en juillet. Pour la période 1991-2020, la température moyenne annuelle observée sur la station météorologique de Météo-France la plus proche, « Châteauroux Déols », sur la commune de Déols à 20 km à vol d'oiseau, est de 12,1 °C et le cumul annuel moyen de précipitations est de 728,6 mm,. Pour l'avenir, les paramètres climatiques de la commune estimés pour 2050 selon différents scénarios d'émission de gaz à effet de serre sont consultables sur un site dédié publié par Météo-France en novembre 2022.

### Voies de communication et transports
La route nationale N151 passe par le territoire communal ainsi que les routes départementales : 8, 80C et 130.
La ligne des Aubrais - Orléans à Montauban-Ville-Bourbon passe par le territoire communal. La gare ferroviaire la plus proche est la gare d'Issoudun, à 5 km.
La commune est desservie par la ligne C du réseau L'Aile Bleue.
L'aéroport le plus proche est l'aéroport de Châteauroux-Centre, à 21 km.

### Réseau électrique
La commune possède un poste source sur son territoire qui est situé au lieu-dit Poste de Villement.

## Urbanisme

### Typologie
Au 1er janvier 2024, Saint-Aoustrille est catégorisée commune rurale à habitat dispersé, selon la nouvelle grille communale de densité à sept niveaux définie par l'Insee en 2022.
Elle est située hors unité urbaine. Par ailleurs la commune fait partie de l'aire d'attraction d'Issoudun, dont elle est une commune de la couronne,. Cette aire, qui regroupe 20 communes, est catégorisée dans les aires de moins de 50 000 habitants,.

### Occupation des sols
L'occupation des sols de la commune, telle qu'elle ressort de la base de données européenne d’occupation biophysique des sols Corine Land Cover (CLC), est marquée par l'importance des territoires agricoles (96,6 % en 2018), une proportion identique à celle de 1990 (96,6 %). La répartition détaillée en 2018 est la suivante : 
terres arables (82,2 %), prairies (7,8 %), zones agricoles hétérogènes (6,5 %), zones industrielles ou commerciales et réseaux de communication (1,4 %), forêts (0,9 %), milieux à végétation arbustive et/ou herbacée (0,9 %), espaces verts artificialisés, non agricoles (0,2 %). L'évolution de l’occupation des sols de la commune et de ses infrastructures peut être observée sur les différentes représentations cartographiques du territoire : la carte de Cassini (XVIIIe siècle), la carte d'état-major (1820-1866) et les cartes ou photos aériennes de l'IGN pour la période actuelle (1950 à aujourd'hui).

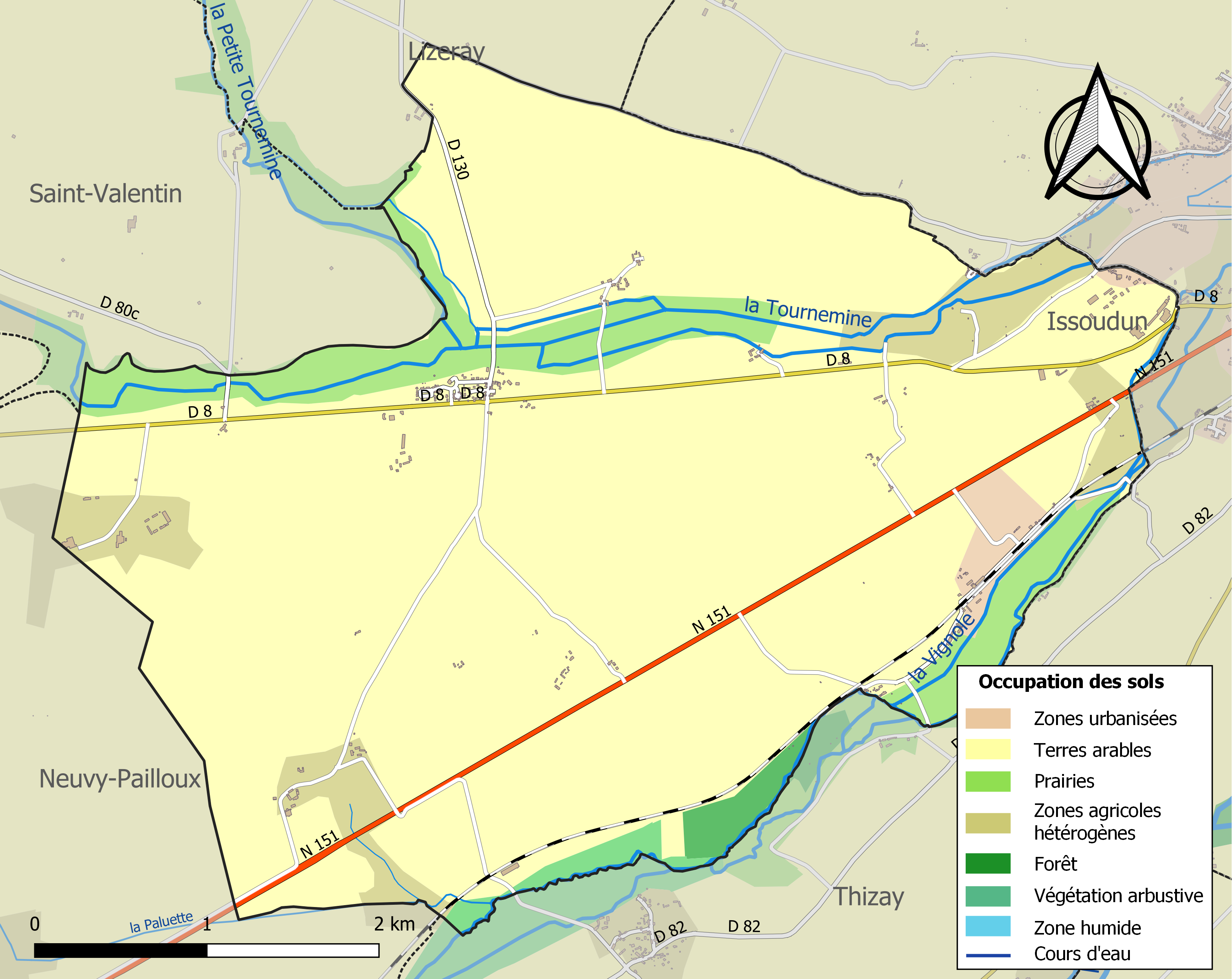
Carte des infrastructures et de l'occupation des sols de la commune en 2018 (CLC).

### Logement
Le tableau ci-dessous présente le détail du secteur des logements de la commune :
| Date du relevé                                              | 2013   |
| Nombre total de logements                                   | 96     |
| Résidences principales                                      | 88,5 % |
| Résidences secondaires                                      | 5,2 %  |
| Logements vacants                                           | 6,3 %  |
| Part des ménages propriétaires de leur résidence principale | 77,6 % |

### Risques majeurs
Le territoire de la commune de Saint-Aoustrille est vulnérable à différents aléas naturels : météorologiques (tempête, orage, neige, grand froid, canicule ou sécheresse) et séisme (sismicité faible). Un site publié par le BRGM permet d'évaluer simplement et rapidement les risques d'un bien localisé soit par son adresse soit par le numéro de sa parcelle.

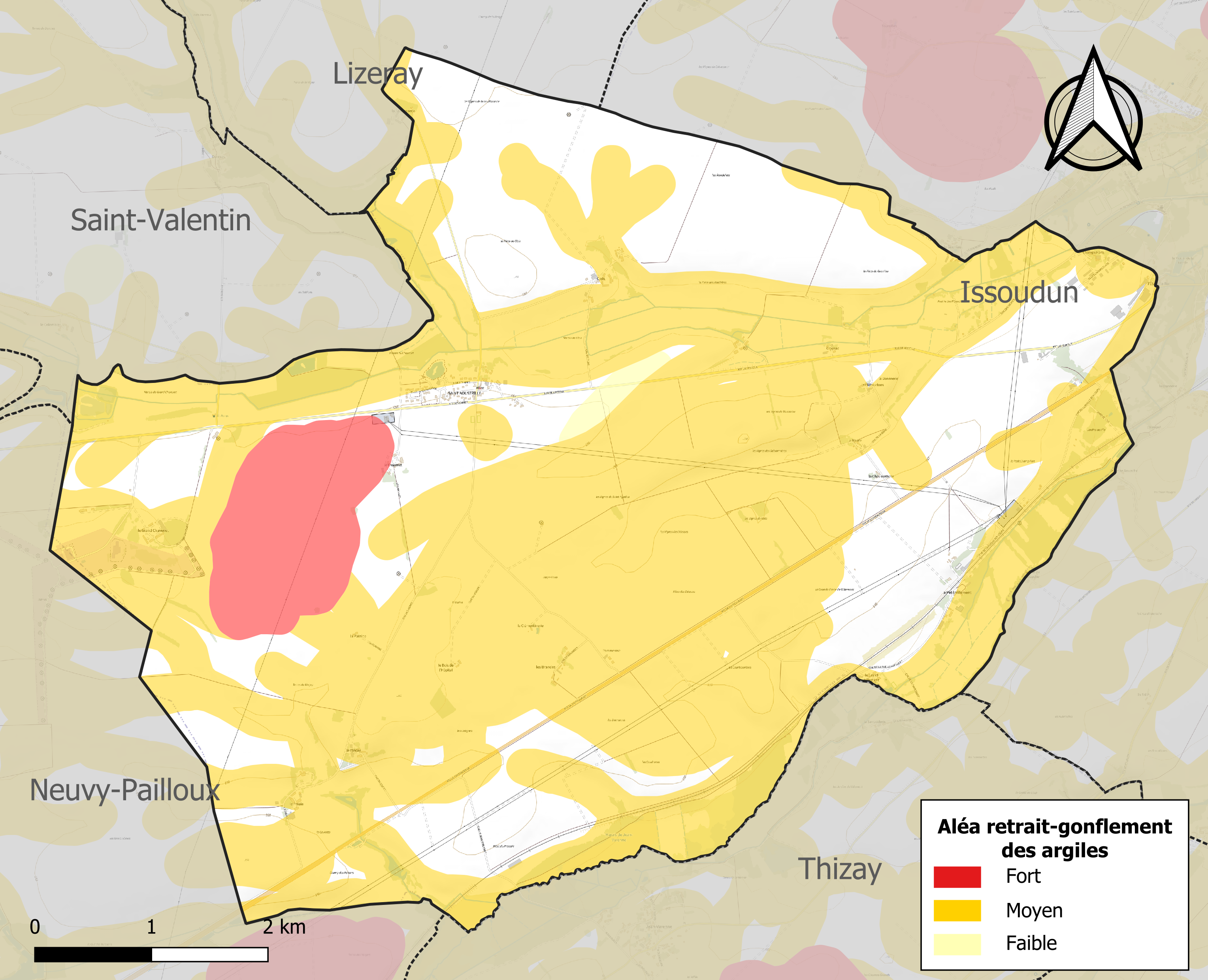
Carte des zones d'aléa retrait-gonflement des sols argileux de Saint-Aoustrille.

Le retrait-gonflement des sols argileux est susceptible d'engendrer des dommages importants aux bâtiments en cas d’alternance de périodes de sécheresse et de pluie. 72,1 % de la superficie communale est en aléa moyen ou fort (84,7 % au niveau départemental et 48,5 % au niveau national). Sur les 110 bâtiments dénombrés sur la commune en 2019, 65 sont en aléa moyen ou fort, soit 59 %, à comparer aux 86 % au niveau départemental et 54 % au niveau national. Une cartographie de l'exposition du territoire national au retrait gonflement des sols argileux est disponible sur le site du BRGM,.
Concernant les mouvements de terrains, la commune a été reconnue en état de catastrophe naturelle au titre des dommages causés par la sécheresse en 2019 et par des mouvements de terrain en 1999.

## Toponymie
Durant la Révolution française, pour suivre le décret de la Convention du 25 vendémiaire an II invitant les communes ayant des noms pouvant rappeler les souvenirs de la royauté, de la féodalité ou des superstitions, à les remplacer par d'autres dénominations, la commune change de nom pour Beau-Vinal.
Ses habitants sont appelés les Austrégésiliens.

## Histoire
La communauté de Saint-Aoustrille traverse une grave crise démographique au début du XVIIIe siècle, puisqu’elle passe de 35 feux en 1709 à 27 en 1726, soit la perte de près d’un habitant sur quatre. L’hiver de 1709-1710 notamment cause de nombreuses pertes, ainsi que la grande canicule de 1719 (qui tua beaucoup par dysenterie).
La commune fut rattachée de 1973 à 2015 au canton d'Issoudun-Nord.

## Politique et administration
La commune dépend de l'arrondissement d'Issoudun, du canton de Levroux, de la deuxième circonscription de l'Indre et de la communauté de communes Champagne Boischauts.
| Période | Période  | Identité         | Étiquette | Qualité             |
| ------- | -------- | ---------------- | --------- | ------------------- |
| 1996,   | En cours | Thierry Chauveau | DVD       | Exploitant agricole |

## Population et société

### Démographie
L'évolution du nombre d'habitants est connue à travers les recensements de la population effectués dans la commune depuis 1793. Pour les communes de moins de 10 000 habitants, une enquête de recensement portant sur toute la population est réalisée tous les cinq ans, les populations de référence des années intermédiaires étant quant à elles estimées par interpolation ou extrapolation. Pour la commune, le premier recensement exhaustif entrant dans le cadre du nouveau dispositif a été réalisé en 2007.

En 2022, la commune comptait 211 habitants, en évolution de −4,09 % par rapport à 2016 (Indre : −3 %, France hors Mayotte : +2,11 %).
| 1793 | 1800 | 1806 | 1821 | 1831 | 1836 | 1841 | 1846 | 1851 |
| ---- | ---- | ---- | ---- | ---- | ---- | ---- | ---- | ---- |
| 778  | 221  | 258  | 273  | 262  | 224  | 257  | 275  | 276  |

| 1856 | 1861 | 1866 | 1872 | 1876 | 1881 | 1886 | 1891 | 1896 |
| ---- | ---- | ---- | ---- | ---- | ---- | ---- | ---- | ---- |
| 280  | 275  | 289  | 276  | 243  | 250  | 278  | 233  | 226  |

| 1901 | 1906 | 1911 | 1921 | 1926 | 1931 | 1936 | 1946 | 1954 |
| ---- | ---- | ---- | ---- | ---- | ---- | ---- | ---- | ---- |
| 242  | 259  | 252  | 223  | 258  | 267  | 233  | 248  | 250  |

| 1962 | 1968 | 1975 | 1982 | 1990 | 1999 | 2006 | 2007 | 2012 |
| ---- | ---- | ---- | ---- | ---- | ---- | ---- | ---- | ---- |
| 257  | 210  | 202  | 153  | 181  | 159  | 160  | 160  | 204  |

| 2017 | 2022 | - | - | - | - | - | - | - |
| ---- | ---- | - | - | - | - | - | - | - |
| 227  | 211  | - | - | - | - | - | - | - |

### Enseignement
La commune dépend de la circonscription académique d'Issoudun.

### Équipement culturel
La commune possède une salle des fêtes et multiculte : l'ancienne église s'est effondrée et a été remplacée par cette salle. Elle contient deux vitraux de l'église réalisés en 1949 par l'atelier Georges Dettviller : une « Vierge en prière » et une verrière ornementale portant l'inscription « G. Dettviller Issoudun 1949 ».

### Médias
La commune est couverte par les médias suivants : La Nouvelle République du Centre-Ouest, Le Berry républicain, L'Écho - La Marseillaise, La Bouinotte, Le Petit Berrichon, France 3 Centre-Val de Loire, Berry Issoudun Première, Vibration, Forum, France Bleu Berry et RCF en Berry.

## Économie
La commune se situe dans l’aire urbaine d'Issoudun, dans la zone d’emploi d'Issoudun et dans le bassin de vie d'Issoudun.
La commune se trouve dans l'aire géographique et dans la zone de production du lait, de fabrication et d'affinage du fromage Valençay.
La culture de la lentille verte du Berry est présente dans la commune.

## Culture locale et patrimoine
- Église remplacée par une salle multiculte
- Monument aux morts
- Centre émetteur TDF utilisé en partie pour la diffusion ondes courtes de Radio France internationale

### Héraldique, logotype et devise
| Blason de Saint-Aoustrille | Blason  | D’azur au chevron d’or accompagné à dextre de deux épis de blé posés en chevron renversé, à senestre d’une cloche posée en bande et en pointe d’une tête de crosse contournée mouvant de la pointe, surmonté de l’inscription en lettres capitales « AUSTREGESILUS », le tout d’or. |
| Blason de Saint-Aoustrille | Détails | Le statut officiel du blason reste à déterminer. |